# Alexis Mac Allister
Alexis Mac Allister (La Pampa, 24 december 1998) is een Argentijns voetballer die doorgaans als offensieve middenvelder speelt. Hij verruilde Brighton & Hove Albion in juli 2023 voor Liverpool. Mac Allister debuteerde in 2019 in het Argentijns voetbalelftal, waarmee hij in 2022 wereldkampioen werd.

## Persoonlijk
Mac Allister is de zoon van Carlos Mac Allister, die in 1993 drie interlands speelde voor Argentinië, onder meer met Diego Maradona. Vader Carlos was minister van Sport in Argentinië van 2015 tot 2018. Mac Allisters oudere broers Francis en Kevin zijn ook profvoetballers.

## Clubcarrière

### Argentinos Juniors
Mac Allister speelde in de jeugd bij Argentinos Juniors. Hij debuteerde op 30 oktober 2016 in de competitie, tegen Central Córdoba (0–0) als vervanger van Iván Colman. Op 10 maart 2017 maakte de middenvelder zijn eerste treffer, bij een 2–1 nederlaag tegen Instituto. Drie dagen later kreeg hij voor het eerst een basisplaats. In Mac Allisters eerste seizoen als prof werd hij met Argentinos Juniors kampioen van het tweede niveau. Op 9 september 2017 debuteerde hij op het hoogste niveau van Argentinië bij een 2–1 nederlaag tegen Patronato. Hij speelde op 25 november 2017, in de met 1–0 verloren competitiewedstrijd tegen San Lorenzo, voor het eerst samen met beide van zijn oudere broers, Francis en Kevin. Mac Allister maakte op 6 maart 2018 zijn eerste doelpunt op het hoogste niveau, bij een 2–0 zege op Boca Juniors.

### Brighton & Hove Albion
Mac Allister tekende op 24 januari 2019 een contract tot medio 2023 bij Brighton & Hove Albion.

#### Verhuur in Argentinië
Brighton & Hove Albion verhuurde Mac Allister direct in het restant van het voetbalseizoen aan zijn eerdere club Argentinos Juniors. Op 16 maart 2019 scoorde hij voor het eerst twee keer in één wedstrijd, tegen San Martín. Op 5 april 2019 maakte hij zijn debuut in het internationale voetbal, in de Copa Sudamericana tegen Estudiantes de Mérida (2–0 winst).
In juni 2019 werd Mac Allister wederom door Brighton & Hove Albion verhuurd, ditmaal aan Boca Juniors voor één seizoen. Hij debuteerde voor Boca Juniors in de achtste finales van de Copa Libertadores tegen Athletico Paranaense op 25 juli 2019. Mac Allister was verantwoordelijk voor het enige doelpunt in deze wedstrijd. Op 5 augustus 2019 maakte hij zijn competitiedebuut voor Boca Juniors als vervanger van Eduardo Salvio in de met 0–2 gewonnen wedstrijd tegen Patronato. Op 15 augustus 2019 zag Mac Allister in een strafschoppenserie tegen Club Almagro zijn poging gestopt worden door Christian Limousin, waarna Boca Juniors werd uitgeschakeld in de tweede ronde van de Copa Argentina.

#### Terug bij Brighton & Hove Albion

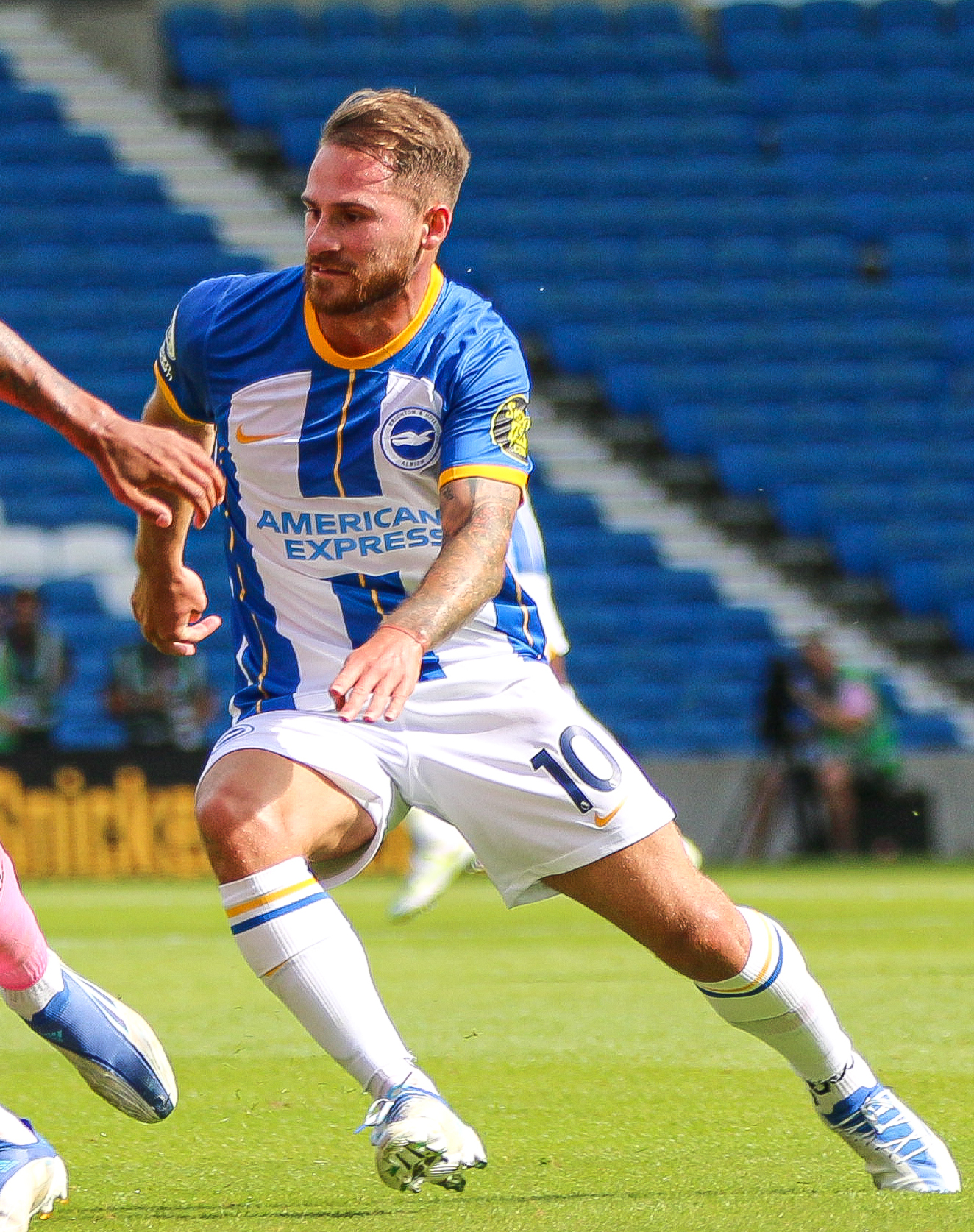
Mac Allister namens Brighton & Hove Albion in juli 2022

In februari 2020 sloot Brighton & Hove Albion in een strijd tegen degradatie een overeenkomst met Boca Juniors om Mac Allister vroegtijdig terug te halen naar Brighton & Hove Albion. Mac Allister kwam op 7 maart 2020 tien minuten voor tijd binnen de lijnen voor Solly March in het Premier League-uitduel met Wolverhampton Wanderers (0–0) en debuteerde zo voor Brighton & Hove Albion. Na deze wedstrijd lag de competitie ruim drie maanden stil wegens de coronacrisis. Op 23 juni 2020 startte Mac Allister voor het eerst in de basiself van Brighton & Hove Albion, in de uitwedstrijd tegen Leicester City. Mac Allister scoorde in elk van zijn eerste drie wedstrijden in het seizoen 2020/21: in de League Cup tegen Portsmouth FC en Preston North End (4–0 en 2–0 zege) en in de Premier League tegen Crystal Palace (1–1), nadat hij twaalf minuten daarvoor binnen de lijnen was gekomen voor Adam Lallana. Dat waren zijn eerste doelpunten in Engeland.
Ook in het seizoen 2021/22 scoorde Mac Allister in zijn eerste wedstrijd: op 14 augustus 2021 kwam hij als vervanger van Leandro Trossard binnen de lijnen om vervolgens het winnende doelpunt te maken. Op 27 oktober 2021 schoot hij raak in een penaltyreeks tegen Leicester City in de League Cup, maar verloor Brighton & Hove Albion toch. Gedurende het seizoen 2021/22 groeide Mac Allister onder leiding van Graham Potter uit tot een onbetwiste basiskracht. Hij maakte op 7 augustus 2022 een eigen doelpunt in het competitieduel met Manchester United, die toch met 1–2 gewonnen werd door The Seagulls.

### Liverpool
Mac Allister tekende in juni 2023 een contract tot medio 2027 bij Liverpool. Dat betaalde naar verluidt circa 40 miljoen euro voor hem aan Brighton & Hove. Op 13 augustus maakte hij in de seizoensopener tegen Chelsea zijn debuut voor de club. Op 3 december scoorde Mac Allister in een 4-3 overwinning op Fulham zijn eerste doelpunt voor Liverpool. 

## Clubstatistieken
| Seizoen         | Club                   | Competitie         | Competitie | Competitie | Beker | Beker | Internationaal | Internationaal | Totaal | Totaal |
| Seizoen         | Club                   | Competitie         | Wed.       | Dlp.       | Wed.  | Dlp.  | Wed.           | Dlp.           | Wed.   | Dlp.   |
| --------------- | ---------------------- | ------------------ | ---------- | ---------- | ----- | ----- | -------------- | -------------- | ------ | ------ |
| 2016/17         | Argentinos Juniors     | Primera B Nacional | 23         | 3          | 1     | 0     | —              | —              | 24     | 3      |
| 2017/18         | Argentinos Juniors     | Primera División   | 24         | 2          | 3     | 1     | —              | —              | 27     | 3      |
| 2018/19         | Argentinos Juniors     | Primera División   | 9          | 3          | 0     | 0     | 0              | 0              | 9      | 3      |
| 2018/19         | → Argentinos Jrs.      | Primera División   | 10         | 2          | 7     | 1     | 4              | 0              | 21     | 3      |
| Club totaal     | Club totaal            | Club totaal        | 66         | 10         | 11    | 2     | 4              | 0              | 81     | 12     |
| 2019/20         | → Boca Juniors         | Primera División   | 13         | 1          | 1     | 0     | 6              | 1              | 20     | 2      |
| Club totaal     | Club totaal            | Club totaal        | 13         | 1          | 1     | 0     | 6              | 1              | 20     | 2      |
| 2019/20         | Brighton & Hove Albion | Premier League     | 9          | 0          | 0     | 0     | —              | —              | 9      | 0      |
| 2020/21         | Brighton & Hove Albion | Premier League     | 21         | 1          | 6     | 2     | —              | —              | 27     | 3      |
| 2021/22         | Brighton & Hove Albion | Premier League     | 33         | 5          | 3     | 0     | —              | —              | 36     | 5      |
| 2022/23         | Brighton & Hove Albion | Premier League     | 35         | 10         | 5     | 2     | —              | —              | 40     | 12     |
| Club totaal     | Club totaal            | Club totaal        | 98         | 16         | 14    | 4     | 0              | 0              | 112    | 20     |
| 2023/24         | Liverpool              | Premier League     | 21         | 2          | 4     | 0     | 3              | 0              | 28     | 2      |
| Club totaal     | Club totaal            | Club totaal        | 21         | 2          | 4     | 0     | 3              | 0              | 28     | 2      |
| Carrière totaal | Carrière totaal        | Carrière totaal    | 198        | 29         | 30    | 6     | 13             | 1              | 241    | 36     |

Bijgewerkt op 22 februari 2024.

## Interlandcarrière
Mac Allister debuteerde onder leiding van Lionel Scaloni op 6 september 2019 voor het Argentijns elftal, als vervanger van Paulo Dybala in een oefenwedstrijd tegen Chili (0–0). Vijf dagen later kreeg hij een basisplaats in het met 4–0 gewonnen vriendschappelijk duel met Mexico. Op 19 januari 2020 scoorde hij in zijn eerste wedstrijd voor het Argentijns olympisch elftal, in een met 1–2 gewonnen kwalificatiewedstrijd voor de Olympische Spelen 2020. Argentinië plaatste zich voor het eindtoernooi, maar werd in de groepsfase uitgeschakeld. Mac Allister speelde iedere wedstrijd, tegen Australië (0–2), Egypte (1–0) en Spanje (1–1).
In januari 2022 werd Mac Allister voor het eerst in bijna tweeënhalf jaar opgeroepen voor het nationale elftal van Argentinië, maar hij moest de WK-kwalificatiewedstrijden tegen Chili en Colombia missen door een besmetting met COVID-19. Op 26 maart 2022 maakte hij zijn rentree in het Argentijns elftal, in een WK-kwalificatiewedstrijd tegen Venezuela. Op 1 juni 2022 bleef hij de volledige wedstrijd op de bank toen Argentinië de strijd om de Finalissima met 3–0 won van Italië. Scaloni nam Mac Allister op november 2022 op in de 26-koppige selectie voor het WK 2022. In de verloren eerste groepswedstrijd tegen Saoedi-Arabië bleef Mac Allister op de reservebank, maar in de andere wedstrijden op het toernooi kreeg hij steeds een basisplaats. In het met 2–0 gewonnen laatste groepsduel met Polen maakte Mac Allister vlak na de rust het openingsdoelpunt, zijn eerste interlanddoelpunt. Argentinië bereikte de finale en won deze van Frankrijk na penalty's. Mac Allister gaf in deze wedstrijd de assist voor de 2-0 aan landgenoot Ángel Di María na een counter.
| Interlands van Alexis Mac Allister voor Argentinië | Interlands van Alexis Mac Allister voor Argentinië | Interlands van Alexis Mac Allister voor Argentinië | Interlands van Alexis Mac Allister voor Argentinië | Interlands van Alexis Mac Allister voor Argentinië | Interlands van Alexis Mac Allister voor Argentinië |
| №                                                  | Datum                                              | Wedstrijd                                          | Uitslag                                            | Competitie                                         | Goals                                              |
| 2                                                  | Als speler van Boca Juniors                        | Als speler van Boca Juniors                        | Als speler van Boca Juniors                        | Als speler van Boca Juniors                        | 0                                                  |
| -------------------------------------------------- | -------------------------------------------------- | -------------------------------------------------- | -------------------------------------------------- | -------------------------------------------------- | -------------------------------------------------- |
| 1.                                                 | 6 september 2019                                   | Chili – Argentinië                                 | 0 – 0                                              | Vriendschappelijk                                  |                                                    |
| 2.                                                 | 11 september 2019                                  | Argentinië – Mexico                                | 4 – 0                                              | Vriendschappelijk                                  |                                                    |
| 11                                                 | Als speler van Brighton & Hove Albion              | Als speler van Brighton & Hove Albion              | Als speler van Brighton & Hove Albion              | Als speler van Brighton & Hove Albion              | 1                                                  |
| 3.                                                 | 26 maart 2022                                      | Argentinië – Venezuela                             | 3 – 0                                              | Kwalificatie WK 2022                               |                                                    |
| 4.                                                 | 30 maart 2022                                      | Ecuador – Argentinië                               | 1 – 1                                              | Kwalificatie WK 2022                               |                                                    |
| 5.                                                 | 5 juni 2022                                        | Argentinië – Estland                               | 5 – 0                                              | Vriendschappelijk                                  |                                                    |
| 6.                                                 | 24 september 2022                                  | Argentinië – Honduras                              | 3 – 0                                              | Vriendschappelijk                                  |                                                    |
| 7.                                                 | 28 september 2022                                  | Jamaica – Argentinië                               | 0 – 3                                              | Vriendschappelijk                                  |                                                    |
| 8.                                                 | 16 november 2022                                   | Verenigde Arabische Emiraten – Argentinië          | 0 – 5                                              | Vriendschappelijk                                  |                                                    |
| 9.                                                 | 26 november 2022                                   | Argentinië – Mexico                                | 2 – 0                                              | WK 2022                                            |                                                    |
| 10.                                                | 30 november 2022                                   | Polen – Argentinië                                 | 0 – 2                                              | WK 2022                                            | 46'                                                |
| 11.                                                | 3 december 2022                                    | Argentinië – Australië                             | 2 – 1                                              | WK 2022                                            |                                                    |
| 12.                                                | 9 december 2022                                    | Nederland – Argentinië                             | 2 – 2 n.v. (3–4 n.s.)                              | WK 2022                                            |                                                    |
| 13.                                                | 13 december 2022                                   | Argentinië – Kroatië                               | 3 – 0                                              | WK 2022                                            |                                                    |
| 14.                                                | 18 december 2022                                   | Argentinië – Frankrijk                             | 3 – 3 n.v. (4–2 n.s.)                              | WK 2022                                            |                                                    |

## Erelijst
| Primera División | 1x | 2019/20 |

| Competitie                     | Winnaar    | Winnaar    | Runner-up  | Runner-up  | Derde      | Derde      |
| Competitie                     | Aantal     | Jaren      | Aantal     | Jaren      | Aantal     | Jaren      |
| Argentinië                     | Argentinië | Argentinië | Argentinië | Argentinië | Argentinië | Argentinië |
| ------------------------------ | ---------- | ---------- | ---------- | ---------- | ---------- | ---------- |
| FIFA-wereldkampioenschap       | 1x         | 2022       |            |            |            |            |
| CONMEBOL–UEFA Cup of Champions | 1x         | 2022       |            |            |            |            |